# أنجلينكا باك
أنجلينكا باك (بالألمانية: Angelika Buck) هي راقصة على الجليد ألمانية، ولدت في 9 مايو 1950 في رافنسبورغ في ألمانيا.

## وصلات خارجية
- أنجلينكا باك على موقع أوليمبيديا (الإنجليزية)